# Балашівка (Бердянський район)
Балаші́вка — село в Україні, у Чернігівській селищній громаді Бердянського району Запорізької області. Населення становить 112 осіб (1 січня 2015). До 2016 орган місцевого самоврядування — Широкоярська сільська рада.

## Географія
Село Балашівка знаходиться на лівому березі річки Бегим-Чокрак, вище за течією на відстані 1 км розташоване село Хмельницьке, нижче за течією на відстані 0,5 км розташоване село Світле. Поруч проходить автомобільна дорога Н30.

## Історія
Заснували село в 1821 році німці-меноніти під назвою Гнаденгейм — «милість». До 1871 року село входило в Молочанський менонітський округ Бердянського повіту. Спочатку в селі оселилося 6 сімей, з них 10 — із західної Пруссії, а 6 сімей — з Молочної. У 1828 році переселилося ще 4 сім'ї, в 1844 — 2, у 1845 й 1846 роках ще по 1 сім'ї. У 1825 році було збудовано саманну школу, а в 1844 році її перенесено в нову кам'яну будівлю, вкриту черепицею. Станом на 1851 рік в селі було насаджено 85983 дерева. У 1857 році в селі були 24 повні господарства, 4 половинні та 29 малих. Колонія швидко розвивалася і в 1884 році у 49 дворах проживало 274 мешканця. На 1904 рік в селі працювала цегельня, вітряні млини, крамниці. У 1912 році збудовано церкву менонітів Бретрен.
7 (20) листопада 1917 року, відповідно до Третього Універсалу Української Центральної Ради, увійшло до складу Української Народної Республіки.
Під час російської агресії частина менонітів загинула, частина емігрувала, господарства занепали. У період колективізації в селі організовано сільгоспартіль ім. Кагановича, до 1954 році тут функціонувала сільрада. У 1935 році збудували семирічну школу, яку відвідували й діти навколишніх сіл, збудували клуб та інші громадські приміщення. У роки сталінських репресій в селі репресовано 26 осіб. Напередодні війни в селі проживало 448 мешканців. З початком гітлерівсько-сталінської війни доросле чоловіче населення, а це 83 особи, було репресовано й відправлено у концтабори, де практично всі вони загинули. На фронті воювало 3 українці мешканці села, 2 з них загинуло. Під час відступу гітлерівці спалили всі будинки й забрали з собою німецьке населення.
Після визволення у 1943 році Гнаденгейм перейменовано в село Балашівка. Заселялося село практично заново переселенцями з Чернігівського району та Західної України. У період голоду 1946–1947 років у селі померло 5 осіб. Поступово село потрапляє в розряд неперспективних. У 1948 році закривають школу, молодь від'їжджає з села. У 2001 році в 54 будинках проживало 130 осіб, переважно пенсіонерів. Молодь працює в місцевому ТОВ «ДОМ», у селі працює кафе, ПТО.
12 червня 2020 року, відповідно до Розпорядження Кабінету Міністрів України від  № 713-р «Про визначення адміністративних центрів та затвердження територій територіальних громад Запорізької області», увійшло до складу Чернігівської селищної громади.
19 липня 2020 року після ліквідації Чернігівського району село увійшло до Бердянського району.
Село тимчасово окуповане російськими військами 24 лютого 2022 року.

## Населення

### Мова
Розподіл населення за рідною мовою за даними :
| Мова       | Кількість | Відсоток |
| ---------- | --------- | -------- |
| українська | 92        | 70.77%   |
| російська  | 38        | 29.23%   |
| Усього     | 130       | 100%     |